# Dolní Dunajovice
Dolní Dunajovice är en ort i Tjeckien.   Den ligger i distriktet Okres Břeclav och regionen Södra Mähren, i den sydöstra delen av landet, 210 km sydost om huvudstaden Prag. Dolní Dunajovice ligger 181 meter över havet och antalet invånare är 1 717.
Terrängen runt Dolní Dunajovice är huvudsakligen platt, men österut är den kuperad.Runt Dolní Dunajovice är det ganska tätbefolkat, med 72 invånare per kvadratkilometer. Närmaste större samhälle är Mikulov, 6,3 km sydost om Dolní Dunajovice. Trakten runt Dolní Dunajovice består till största delen av jordbruksmark.